# Eccessiva sonnolenza diurna
L'eccessiva sonnolenza diurna (ESD) è un sintomo medico che consiste in una sonnolenza ostinata, spesso accompagnata da una generale mancanza di energia, che può essere presente nonostante un sonno notturno apparentemente adeguato o anche prolungato. L'ESD può essere la manifestazione di parecchi disturbi del sonno, come la sindrome delle apnee nel sonno, la narcolessia, l'ipersonnia idiopatica, i disturbi del ritmo circadiano e altri ancora.
Le persone con ESD (specialmente coloro che presentano sintomi simil-narcolettici) sono costrette a schiacciare ripetutamente dei piccoli sonnellini durante il giorno, combattendo continuamente l'incessante bisogno di dormire in situazioni inappropriate, per esempio mentre sono alla guida, al lavoro, durante i pasti o in una conversazione. Quando l'impulso a dormire si fa più forte, la capacità di portare a termine le mansioni diminuisce nettamente, sembra quasi che il soggetto sia sotto gli effetti di un'intossicazione. È stato dimostrato che la diminuzione delle prestazioni dovuta alla sonnolenza può essere peggiore di quella associata all'ebbrezza da alcol. Ma è anche possibile che, in circostanze uniche e/o stimolanti, una persona con ESD possa rimanere animata, sveglia e vigile per periodi di tempo brevi o prolungati.
L'ESD può colpire duramente la capacità di affrontare i propri impegni familiari, sociali, occupazionali. Una corretta diagnosi della causa sottostante e un suo appropriato trattamento possono aiutare a mitigare queste complicazioni sociali.

## Descrizione
La sonnolenza può essere considerata uno stato fisiologico o un bisogno che promuove l'addormentamento e che può essere invertito o soddisfatto (sebbene non sempre) attraverso un riposo adeguato. I pazienti potrebbero usare altri termini, come stanchezza o spossatezza per descrivere la sonnolenza, portando così a una confusione semantica. È importante per l'esaminatore valutare accuratamente la storia medica del paziente, poiché i percorsi diagnostici per valutare e trattare la sonnolenza possono divergere considerevolmente da quelli di altri sintomi come la fatica fisica.

### Anatomia e fisiologia
I fondamenti neurologici della sonnolenza non sono stati compresi completamente. La sonnolenza potrebbe riflettere il declino dei processi che mantengono la veglia, o potrebbe scaturire da un sistema neurale distinto che agisce promuovendo il sonno. Si conoscono numerose aree del cervello che partecipano alla comparsa e al mantenimento del sonno e della veglia, come il sistema reticolare attivatore ascendente del tronco encefalico, il locus caeruleus, i nuclei dorsali del rafe e i nuclei di altre parti del tronco encefalico, il prosencefalo basale, il talamo, la corteccia e i loci dell'ipotalamo. Rimane da determinare come queste e altre strutture del cervello agiscano e interagiscano nel generare l'ESD nei vari disordini. Anche molti neurotrasmettitori e peptidi giocano un ruolo fondamentale nella manifestazione della veglia e del sonno, tra i quali l'ipocretina/oressina la noradrenalina, la serotonina, la dopamina, l'acido γ-amminobutirrico (GABA), l'acetilcolina, l'istamina, il glutammato, l'adenosina, la sostanza P, l'interleuchina 1 e le prostaglandine, solo per citarne qualcuna.

### Diagnosi
Un adulto costretto a schiacciare ripetutamente dei sonnellini durante il giorno potrebbe soffrire di ESD. Comunque è bene operare una distinzione tra sonnolenza diurna occasionale ed eccessiva sonnolenza diurna: quest'ultima infatti è una condizione cronica.
La sonnolenza diurna è comune ma spesso non identificata. Come con la maggior parte delle condizioni mediche, la diagnosi di ESD inizia con un'accurata anamnesi. Il paziente potrebbe lamentare stanchezza o affaticamento più che uno specifico sintomo di sonnolenza. Dunque domande come "Schiacci dei pisolini (o lo faresti, se ne avessi l'opportunità)?", "Ti addormenti facilmente in situazioni passive o monotone?", "Dormi di più durante i fine settimana e quando sei in vacanza rispetto ai giorni lavorativi?", "Quanto tempo ci metti ad addormentarti la sera?" potrebbero aiutare il medico a distinguere la reale sonnolenza da altri sintomi meno specifici. Nell'anamnesi bisognerebbe anche preoccuparsi della sicurezza del paziente, indagando su difficoltà e incidenti alla guida o durante l'utilizzo di macchinari. Anche se il paziente è consapevole della propria sonnolenza, potrebbe ignorare o negare problemi secondari come il declino delle prestazioni e delle funzioni neurocognitive. Il declino delle prestazioni non sempre è un buon segnale di ESD, in quanto potrebbe essere temporaneamente nascosto da entusiasmo e motivazione. Potrebbero essere chiamate in causa anche strategie compensatorie; per esempio un aumento degli errori potrebbe essere evitato lavorando più lentamente. Inoltre gli individui potrebbero anche accettare di convivere con un rendimento più basso.
Sono stati sviluppati vari strumenti per valutare la sonnolenza in modo più obiettivo. Ognuno di essi ha dei limiti, in quanto esamina un differente aspetto della sonnolenza e per valutare un singolo paziente potrebbe essere necessario utilizzarne parecchi. I medici devono conoscere le limitazioni dei metodi disponibili e sceglierli a seconda del problema clinico che si intende investigare.
Per parecchio tempo per misurare la sonnolenza sono state usate scale introspettive del comportamento e test delle prestazioni. Le scale soggettive si basano sulla percezione individuale della propria vigilanza/sonnolenza. Uno dei problemi di questo approccio è che i soggetti devono avere una buona intuizione ed essere capaci di discernere la sonnolenza da altri fattori che influenzano le prestazioni. La Scala di Stanford della sonnolenza e la Scala di Karolinska della sonnolenza valutano il grado di vigilanza/sonnolenza in un particolare momento, ma non riescono a valutare il problema su un periodo più esteso di tempo. La Scala di Epworth della sonnolenza offre un metodo più appropriato per valutare la sonnolenza complessiva; consiste di otto domande, alle quali è possibile rispondere con un'intensità che va da zero a 3. Il punteggio complessivo può andare da zero a 24; con un punteggio superiore a dieci sarebbe consigliabile consultare uno specialista in medicina del sonno per ulteriori approfondimenti (un test di autovalutazione è disponibile nel sito web dell'autore). La limitazione di questa scala è che chiede al soggetto di immaginare sé stesso in situazioni in cui nella realtà potrebbe essersi ritrovato di rado; anche le ambiguità semantiche potrebbero influenzare l'esito del test. Inoltre nel corso del tempo il punteggio di un soggetto potrebbe variare.
'Nella nostra esperienza le scale visive analogiche, nelle quali il soggetto indica come si sente lungo una linea di 100 mm tra gli estremi "molto assonnato" e "molto vigile", possono essere validi come ogni altro approccio. È anche utile chiedere ad altri individui vicini al soggetto (coniugi, compagne/i e colleghi) di completare le scale per conto dei pazienti; in questo modo si possono raccogliere delle informazioni meno soggettive.'
Anche i test delle prestazioni possono essere usati per misurare la sonnolenza, ma sono condizionati dal fatto che il soggetto, nel corso delle prove, prende più familiarità con l'azione che deve compiere; perciò possono essere usati solo quando il paziente ha raggiunto la massima dimestichezza. Le tipologie di test meno discutibili misurano delle reazioni semplici e complesse; le oscillazioni dei tempi di reazione forniscono un indice della sonnolenza. I dati possono poi essere elaborati ottenendo diversi parametri, come il tempo di reazione, le variazioni della velocità di risposta, i 10 più lunghi tempi di reazione, ecc.
Sono ampiamente disponibili dei test più oggettivi, che si basano sulla misurazione di parametri fisiologici. Può essere usata la pupillografia; misura i cambiamenti nella stabilità della pupilla, i quali variano in base al livello di vigilanza. È però limitata dalla ptosi palpebrale che può presentarsi con la sonnolenza e tende a oscurare la pupilla. I potenziali evocati sensitivi sono impiegati raramente.
Più comunemente il test oggettivo si basa sul monitoraggio polisonnografico. Il test delle latenze multiple del sonno (MSLT) viene eseguito immediatamente dopo una polisonnografia notturna (per assicurarsi che il soggetto abbia dormito a sufficienza nella notte precedente e per escludere alcuni disturbi del sonno che potrebbero spiegare i sintomi). Esso si basa sull'idea che più una persona è assonnata, più velocemente si addormenterà; infatti esso misura proprio la velocità di addormentamento di un soggetto. Il test consiste di cinque prove da 30 minuti a distanza di due ore l'una dall'altra; il paziente si sdraia su un letto posto in una stanza silenziosa, buia e confortevole e gli viene chiesto di rilassarsi e di non resistere al sonno. Vengono monitorati i parametri elettroencefalografici, elettromiografici e i movimenti degli occhi. Durante ogni prova al soggetto sono concessi 20 minuti per addormentarsi. Se in una prova il soggetto non si addormenta ai fini della media complessiva il risultato di quella singola prova verrà considerato di 20 minuti, se invece si addormenta il monitoraggio proseguirà per altri 15 minuti per vedere se si presentano episodi di sonno REM (SOREMPs). Una latenza del sonno media maggiore di 10 minuti è considerata normale, una latenza minore di 8 minuti è patologica, mentre l'intervallo 8-10 minuti è considerato una zona "grigia". La presenza di due o più SOREMPs è considerata patologica.
Il test del mantenimento della veglia (MWT) impiega un protocollo simile a quello del MSLT, ma al soggetto viene chiesto di provare a rimanere sveglio; ogni prova termina non appena il soggetto si addormenta e, se non si addormenta, la prova finisce dopo 20 minuti. Questo test è usato a scopo legale per dimostrare la capacità del paziente di rimanere sveglio (per esempio prima della restituzione di una patente sospesa).
Nella valutazione della sonnolenza di un soggetto possono essere impiegati parecchi dei metodi sopracitati, anche se i risultati dei vari test di una singola persona spesso possono essere poco correlati. Per il medico di base o per il neurologo semplici misure soggettive (come la scala di Epworth della sonnolenza o altre scale visive analogiche) rappresentano un buon punto di partenza nella valutazione dell'ESD. Gli esami più dispendiosi e oggettivi probabilmente è meglio lasciarli ai centri del sonno specializzati.

## Cause e trattamento
L'ESD può essere il sintomo di una svariata gamma di fattori e disordini; proprio per questo motivo non è possibile pianificare un trattamento adeguato se non si conosce la causa specifica del problema. Quando si parla di ESD, gli specialisti in medicina del sonno sono la figura medica di riferimento, essendo appositamente formati per vagliare tutte le possibili ipotesi.

### Sonno insufficiente
La causa più comune di sonnolenza diurna è un riposo notturno insufficiente, che potrebbe riflettere una cattiva igiene del sonno o una privazione del sonno autoimposta dal soggetto o richiesta dalla società. Da un sondaggio internazionale condotto nel 2013 in Canada, Stati Uniti, Messico, Regno Unito, Germania e Giappone è emerso che il 64% degli adulti dorme meno del necessario. Bisogna notare che è stato sfatato il mito delle 8 ore per notte, ogni persona ha una diversa necessità individuale e per ogni fascia di età esiste un diverso intervallo di ore raccomandate. Le proverbiali 8 ore potrebbero essere sufficienti per molti individui, ma alcuni necessitano di più ore. Per esempio gli adolescenti generalmente necessitano di dormire di più degli adulti, ma è anche meno probabile che dormano un numero di ore adeguate. I diari del sonno (dettagliati resoconti nei quali i pazienti riportano gli orari e le caratteristiche del proprio sonno) sono utili nel documentare schemi sonno-veglia che portano alla deprivazione di sonno, anche la presenza di sonnellini diurni o di un riposo più lungo nel fine settimana sono indizi importanti.
Le persone indaffarate tendono a vedere il sonno come una banca dalla quale, se necessario, si può prendere in prestito del tempo per portare a termine dei lavori importanti. In questo modo col passare dei giorni si accumula un debito di sonno; se il debito non è ripagato dormendo di più, allora verrà ripagato in qualche altra valuta, sotto forma di disfunzioni diurne come disturbi cognitivi, problemi d'umore, prestazioni più basse e affaticamento fisico o mentale.

### Frammentazione del sonno
La qualità del sonno è importante come la quantità. Il fattore più importante nel determinare quanto il sonno sia riposante è proprio la continuità: un sonno continuo e ininterrotto è molto più ristoratore di un sonno inframezzato da risvegli. Se il sonno è frammentato da episodi di veglia il paziente chiaramente ne sarà consapevole, ma vi è un tipo di frammentazione più insidiosa, costituita da brevi risvegli di cui è impossibile rendersi conto, sia per il paziente che per chi dorme con lui. Di seguito vengono esposte le cause conosciute che determinano questi risvegli.

#### Disturbi respiratori nel sonno
I disturbi respiratori nel sonno (SRBD, acronimo inglese di sleep-related breathing disorders) rappresentano una causa di frammentazione del sonno, e quindi di ESD, molto comune ma sottodiagnosticata. Questi disturbi dipendono dalla presenza congiunta di un'anomalia anatomica (un restringimento delle vie respiratorie) e di un normale fenomeno fisiologico del sonno (la riduzione del tono muscolare). Durante l'inspirazione la pressione nelle vie respiratorie si abbassa rispetto alla pressione atmosferica. Se la pressione nelle vie respiratorie si abbassa oltre una certa soglia, queste, in una certa misura, collassano e si restringono. Quando il cervello è in stato di veglia viene mantenuto un sufficiente tono muscolare in modo da evitarne il collasso. Ma quando ci si addormenta il tono muscolare diminuisce e i tessuti molli delle vie respiratorie si rilassano. A questo punto se la pressione raggiunge la soglia critica avverrà un collasso completo o parziale. Tale collasso sarà facilitato da qualsiasi fattore che possa contribuire ad abbassare la pressione nelle vie respiratorie (il restringimento anatomico è uno di questi possibili fattori).
L'apnea ostruttiva nel sonno (OSA, acronimo inglese obstructive sleep apnoea) è stato il primo SRBD descritto. Di solito, ma non sempre, si presenta nei soggetti roncopatici. Nelle persone affette da tale disturbo avviene il completo collasso delle vie respiratorie; ciò conduce a episodi di cessazione del respiro che durano più di 10 secondi, causando la desaturazione ossiemoglobinica e la frammentazione del sonno. A provocare brevi risvegli del cervello (di un paio di secondi) possono contribuire anche l'aumento delle sforzo meccanico e l'ipossiemia. Il risveglio riporta immediatamente il tono muscolare ai livelli di quando si è svegli; i muscoli delle vie respiratorie si raddensano e si tonificano, la pervietà aumenta e la respirazione riprende. Quando il cervello si riaddormenta e il tono muscolare decade nuovamente, il processo apnoico tende a ripresentarsi. Questo ciclo di risveglio/riaddormentamento si ripete per tutta la notte. I pazienti con OSA hanno un rischio più elevato di sviluppare ipertensione, aritmia cardiaca, infarto del miocardio e ictus. Altri problemi e sintomi associati sono: nicturia, impotenza, cefalea, reflusso gastroesofageo e depressione. Quando l'OSA è associata a sonnolenza diurna, il disordine viene chiamato sindrome delle apnee ostruttive nel sonno (OSAS, acronimo di obstructive sleep apnoea syndrome). Negli Stati Uniti la OSAS affligge il 4% degli uomini e il 2% delle donne tra i 30 e i 60 anni. In un campione rappresentativo della popolazione britannica la prevalenza era del 2%. Ma la maggior parte degli studi è stata condotta su persone di etnia caucasica, la prevalenza negli altri gruppi etnici non è ben documentata. La OSAS ha importanti conseguenze negative, tra le quali una ridotta produttività, disfunzioni cognitive, irritabilità, errori di valutazione e maggiori probabilità di incorrere in incidenti.
Possono presentarsi anche forme meno marcate di SRBD. Potrebbero esserci parziali collassi delle vie respiratorie superiori, che portano a episodi di riduzione del flusso (chiamate ipopnee) più che a una apnea vera e propria. Esiste anche una forma ancora più subdola di SRBD, chiamata sindrome da aumentata resistenza delle vie aeree superiori (UARS, acronimo inglese di upper airway resistance syndrome). Nella UARS si verificano episodi di aumentata resistenza delle vie aeree durante la notte, dovuti a un meccanismo simile a quello descritto nell'OSA. Sebbene non si verifichino né la desaturazione ossiemoglobinica né significative limitazioni del flusso aereo, quest'ultimo viene mantenuto a un livello sufficiente attraverso un accresciuto sforzo respiratorio e ciò provoca una frammentazione del sonno. Se non vengono impiegati speciali strumenti per monitorare la pressione esofagea questo disturbo potrebbe essere facilmente trascurato. I pazienti con UARS soffrono delle stesse conseguenze diurne dei pazienti con OSA.

#### Movimento periodico degli arti nel sonno
Il disturbo da movimento periodico degli arti nel sonno (PLMD, acronimo inglese di periodic limb movements disorder) rappresenta un'altra causa molto comune di frammentazione del sonno. Originariamente era stato chiamato mioclono notturno, ma in realtà si tratta di movimenti degli arti ripetitivi e involontari (non di veri spasmi mioclonici) che si presentano durante il sonno (solitamente il problema riguarda le gambe, ma occasionalmente anche le braccia). La patogenesi dei movimenti non è chiara; gli impulsi potrebbero nascere in aree del cervello
 o in aree del midollo spinale..
I movimenti sembra che siano più frequenti nelle fasi non-REM meno profonde, sono meno comuni nel sonno a onde lente e raramente sono presenti nelle fasi REM. Alcune volte il movimento è associato con brevi risvegli registrati nell'EEG. Il PLMD, se presente in quantità sufficiente, può frammentare il sonno e influire sulla funzionalità diurna. L'esatta prevalenza del disturbo è sconosciuta, ma aumenta con l'età e si avvicina al 30% dopo i 50 anni. Il PLMD si presenta nella maggior parte degli individui con la sindrome delle gambe senza riposo, la quale ha una prevalenza del 5% circa, ma la maggioranza dei pazienti con PLMD non presentano i sintomi di questa sindrome. Il PLMD e questa sindrome sono associati a diversi disordini, tra i quali carenza di ferro, deficit di folati, disturbi renali, neuropatia periferica, parkinsonismi e malattie spinali. Il movimento è esacerbato da caffeina, neurolettici e antidepressivi. Molti pazienti con PLMD non sono consapevoli dei loro movimenti involontari e sarebbe opportuno interrogare chi vi dorme assieme per giungere a una corretta diagnosi. Il PLMD, solitamente, risponde bene al trattamento farmacologico. Gli agonisti dopaminergici sono la terapia di prima linea, ma ci sono molte altre classi di farmaci che si sono dimostrate efficaci, tra le quali benzodiazepine, oppioidi, anticonvulsivanti e betabloccanti.

#### Altre condizioni mediche
Una varietà di disordini potrebbe essere associata con la frammentazione del sonno, tra le quali artrite, fibromialgia, spondilolisi, dolore cronico di qualsiasi natura, angina pectoris notturna, epilessia, rinite allergica, asma, broncopneumopatia cronica ostruttiva, alcolismo, disfunzioni urinarie, disturbi gastrointestinali (come l'ulcera peptica), reflusso gastroesofageo e sindrome del colon irritabile.

### Disturbi primari della vigilanza
La ESD può essere causata dal malfunzionamento dei meccanismi cerebrali che regolano il ritmo sonno/veglia, in questo caso il paziente ricadrà nella diagnosi di ipersonnia primaria. Esistono tre forme di ipersonnia primaria: narcolessia, ipersonnia idiopatica e ipersonnie ricorrenti. Nonostante si tratti di entità cliniche ben delineate, esiste comunque un certo margine di sovrapposizione e non è escluso che un paziente che inizialmente rientri in una certa diagnosi possa in seguito sviluppare nuove caratteristiche che lo facciano rientrare in un'altra diagnosi (per esempio, se un paziente presenta inizialmente un sonno notturno prolungato e notevole ESD, potrebbe ricevere una diagnosi di ipersonnia idiopatica; ma, se in seguito svilupperà anche la cataplessia, la diagnosi sarà cambiata in narcolessia).

#### Narcolessia
La prevalenza della narcolessia si stima che sia tra lo 0,03% e lo 0,05%. I sintomi possono esordire virtualmente a ogni età, ma statisticamente c'è un picco principale nell'adoloscenza e un altro picco secondario nella quarta decade. L'ESD è il sintomo più eclatante, ma alcuni pazienti possono presentare altre peculiarità, come cataplessia (improvvisa e reversibile perdita del tono muscolare, solitamente in risposta a uno stimolo emozionale), paralisi nel sonno, allucinazioni ipnagogiche o ipnopompiche e sonno notturno discontinuo. La sonnolenza diurna è spesso irresistibile e causa degli attacchi di sonno, ovvero degli episodi di sonno che si verificano in momenti inappropriati. Possono presentarsi comportamenti automatici, causati da brevi intrusioni di sonno (microsonni) nelle fasi di veglia.
La patogenesi della narcolessia umana rimane sfuggente, sebbene ci siano stati dei progressi, come verrà spiegato più avanti. La manifestazione clinica del disturbo dipende probabilmente da un'interazione tra fattori genetici e ambientali. Una base genetica è suggerita dall'associazione con specifici alleli HLA e una prevalenza della malattia 40 volte più alta nei parenti di primo grado rispetto alla popolazione generale. Presi da soli questi fattori genetici non sono sufficienti a spiegare il disturbo, infatti i casi familiari non sono così frequenti e c'è una bassa concordanza (25-30%) nei gemelli monozigoti.
L'associazione tra la narcolessia e gli antigeni HLA-DR2 e HLA-DQ6 fu scoperta per la prima volta nella popolazione giapponese. L'associazione è stata confermata nel 96% dei caucasoidi narcolettici. L'incidenza dell'HLA-DR2 è diversa nei vari gruppi etnici, negli africani di pelle nera è più bassa. L'antigene HLA-DQ6 (e più nello specifico il DQβ1*0602) è un marcatore più sensibile ed è indipendente dal gruppo etnico. Il DQβ1*0602 si presenta più spesso nei narcolettici con cataplessia (76%) che in quelli senza cataplessia (41%). La forte associazione con gli antigeni HLA suggerisce che potrebbe essere coinvolto un processo autoimmune. In generale la tipizzazione HLA è poco utile nella diagnosi di narcolessia, visto che quei sottotipi si presentano di frequente anche in individui sani e che l'associazione è più forte negli individui con cataplessia (per i quali è facile porre la diagnosi); in ogni caso, la negatività dell'HLA potrebbe far dubitare della diagnosi.
Nel 1998 venne trovato un mRNA specifico dell'ipotalamo che codificava il precursore di un paio di peptidi simili alla secretina. Questi peptidi vennero chiamati ipocretina-1 e ipocretina-2 (Hcrt1 e Hcrt2, acronimi inglesi di hypocretin-1 e hypocretin-2) per sottolineare il fatto che si trovavano nell'ipotalamo e che assomigliavano alla secretina.
Nel 1999 venne trovata nei cani narcolettici una mutazione del gene codificante il recettore dell'ipocretina-2. Nello stesso periodo vennero prodotti in laboratorio dei topi modificati geneticamente, nei quali il gene addetto alla produzione della prepro-ipocretina (precursore dell'ipocretina-1 e -2) era stato reso inattivo; essi manifestarono un comportamento simil-narcolettico. Venne ipotizzato che la narcolessia umana fosse correlata ad alterazioni della neurotrasmissione ipocretinica. Di conseguenza fu misurato il livello di ipocretina nel liquido cerebrospinale di nove pazienti narcolettici cataplettici e di otto soggetti di controllo; l'ipocretina-1 fu rilevata in tutti i campioni di controllo (con una concentrazione tra gli 85 e i 250 pg/ml), invece sette dei nove narcolettici presentavano un livello di ipocretina non rilevabile (al di sotto dei 40 pg/ml). Venne poi dimostrata l'assenza di neuroni ipocretinici nell'ipotalamo dei narcolettici (nei due studi erano stati messi a confronto con soggetti sani della stessa età).
Insieme alla storia clinica, l'esame polisonnografico è essenziale per confermare la diagnosi. Le registrazioni notturne spesso dimostrano una latenza del sonno REM accorciata, così come alterazioni dell'architettura del sonno e brevi risvegli. I risultati del MSLT sono anomali, con una latenza media del sonno minore di 5 minuti e la presenza di SOREMPs. Anche la misurazione del livello di oressina/ipocretina nel liquido cefalorachidiano può aggiungere ulteriori elementi utili per la formulazione della diagnosi.
Allo stato attuale il trattamento della narcolessia comprende intervento farmacologico, modifiche comportamentali, educazione e sostegno. Per l'ESD vengono impiegati stimolanti o promotori della veglia. Sostanze come anfetamine, metilfenidato, pemolina e modafinil hanno dimostrato di avere qualche efficacia, ognuna in misura diversa. Gli stimolanti migliorano lo stato di vigilanza agendo sul rilascio della dopamina e inibendo la sua ricaptazione. Sebbene il modafinil, che non è uno stimolante nel senso tradizionale, abbia un qualche effetto sulla ricaptazione della dopamina, il suo meccanismo d'azione è ancora dibattuto. Studi sugli animali suggeriscono che potrebbe agire sul neucleo tuberomammillare e sui neuroni oressinici/ipocretinici dell'ipotalamo.
È meglio cominciare con una dose bassa e aumentarla gradualmente in base all'efficacia e alla tolleranza. Sfortunatamente gli stimolanti, quando presi a dosi tali da alleviare l'ESD, producono spesso degli effetti collaterali, tra i quali nervosismo, irritabilità, tremori, anoressia, disturbi gastrointestinali, cefalea, sudorazione e palpitazioni, ma nella maggior parte dei casi questi effetti sono minori e tollerabili; comunque sono stati riportarti anche effetti collaterali più significativi come tachicardia, ipertensione, discinesia, ictus e psicosi. Alcuni pazienti, tra le varie sostanze, hanno una tolleranza migliore per il modafinil; le cefalee sono comunemente associate a questo farmaco, ma raramente sono severe e solitamente si affievoliscono entro un paio di giorni. Durante la gravidanza lo stimolante più sicuro da usare sembra che sia la pemolina, ma è caduto in disuso a causa della sua potenziale tossicità epatica e in alcuni Stati non è più disponibile. Qualche paziente narcolettico trova che la caffeina sia utile, in aggiunta a farmaci più efficaci. Tra le altre sostanze che in alcuni pazienti hanno dimostrato di alleviare l'ESD possiamo ricordare la protriptilina, gli inibitori della monoamino ossidasi e la codeina. È importante notare che nessuno dei farmaci attualmente disponibili restituisce al paziente narcolettico un normale stato di veglia, neanche alla massima dose raccomandata.
Negli anni sessanta si scoprì che l'imipramina era efficace nel ridurre la cataplessia; in seguito vennero impiegati anche altri antidepressivi triciclici. Questi farmaci continuano a essere i più utilizzati (in particolare l'imipramina, la cloripramina e la protriptilina) ma non sono l'ideale a causa dei loro effetti collaterali; in aggiunta all'effetto anticolinergico, i triciclici possono provocare aumento del peso, disfunzioni sessuali, ipotensione ortostatica e sintomi simili agli antistaminici. I triciclici probabilmente agiscono sulla cataplessia attraverso l'azione inibitoria sulla ricaptazione delle catecolamine (in particolare la noradrenalina).
Possono essere impiegati anche gli inibitori selettivi della ricaptazione della serotenina (SSRI), gli inibitori della ricaptazione della serotonina e della noradrenalina (SNRI) e altri antidepressivi più recenti; essi producono minori effetti collaterali rispetto ai triciclici. Anche i farmaci della classe delle anfetamine hanno delle proprietà anticataplettiche, in virtù della loro azione adrenergica e, secondariamente, anche per quella dopaminergica; comunque, a meno che il paziente non abbia una cataplessia leggera, un secondo farmaco è necessario. È bene notare che, se questi farmaci vengono ridotti o sospesi, potrebbe presentarsi una cataplessia di rebound, in alcuni casi anche severa; bisognerebbe ricordarsi di questo problema anche quando il paziente passa dalle anfetamine al modafinil, che non ha nessuna azione anticataplettica. I farmaci anticataplettici sono efficaci anche contro la paralisi del sonno e le allucinazioni ipnagogiche.
L'acido γ-idrossibutirrico è una sostanza, naturalmente presente nell'organismo, la cui azione è quella di consolidare il sonno; promuove sia il sonno REM che il sonno a onde lente; la sua forma farmaceutica è l'ossibato di sodio. Sperimentazioni cliniche di questo farmaco su pazienti narcolettici hanno rilevato dei miglioramenti in tutti gli aspetti del disturbo: alterazione del sonno, ESD, cataplessia, paralisi del sonno e allucinazioni ipnagogiche. L'ossibato di sodio ha un'azione rapida e agisce per poco tempo, solitamente va preso prima di andare a dormire e spesso è necessario prenderne un'altra dose durante la notte. Può dare come effetti collaterali nausea, vomito (di solito temporaneo), perdita di peso, occasionalmente sonnolenza residua e raramente enuresi. Tra gli altri farmaci usati per consolidare il sonno notturno troviamo benzodiazepine, trazodone e melatonina (anche se l'impiego di quest'ultima è ancora discusso). I narcolettici che soffrono anche di disturbi respiratori nel sonno solitamente non riescono a tollerare l'uso del C-PAP, che aggiunge ulteriore disagio a un sonno notturno già disturbato; essi potrebbero beneficiare di farmaci ipnotici a emivita breve.
Il trattamento farmacologico della narcolessia dovrebbe essere coadiuvato da cambiamenti comportamentali. Pianificare brevi sonnellini di 10-20 minuti durante tutto l'arco della giornata aiuta il paziente ad affrontare le attività quotidiane; molti pazienti, infatti, riportano un temporaneo miglioramento nella vigilanza durante i 90-120 minuti successivi a un sonnellino. Anche dei cambiamenti nella dieta possono dare benefici, dato che molti pazienti si sentono peggio dopo pasti carichi di carboidrati. Il paziente, quando accusa sonnolenza, dovrebbe guidare con molta cautela e, in generale, evitare tutte le attività potenzialmente pericolose.
Così come in ogni disturbo cronico e debilitante, l'educazione e il sostegno sono essenziali per il benessere del paziente. I professionisti del sistema sanitario dovrebbero spiegare alle persone vicine al paziente (insegnanti, datori di lavoro e familiari) tutti gli aspetti della narcolessia. Esistono anche gruppi di educazione e sostegno; il paziente dovrebbe essere messo al corrente dell'esistenza di queste risorse e dovrebbe essere incoraggiato a farne uso.

#### Ipersonnia idiopatica
L'ipersonnia idiopatica è caratterizzata da ESD in assenza di cataplessia e alterazioni del sonno notturno. Si pensa che sia meno comune della narcolessia, ma la sua prevalenza è difficile da determinare, poiché non ci sono criteri diagnostici stringenti. La malattia comincia a manifestarsi quando si è adolescenti o giovani adulti. L'eziologia del disturbo non è nota, sebbene un'infezione virale possa anticipare l'esordio della sonnolenza in un sottogruppo di pazienti. In alcuni casi può essere presente una familiarità, con un'aumentata frequenza dell'HLA-Cw2; la tipizzazione dell'HLA può tornare utile. Esistono due forme di ipersonnia idiopatica, una più comune caratterizzata un incremento nella quantità totale di sonno, e un'altra con durata del sonno normale. Per quanto possano dormire, l'ESD degli ipersonni idiopatici non viene mai alleviata e i sonnellini generalmente sono lunghi e poco ristoratori. La malattia può avere un forte impatto negativo a livello occupazionale e sociale.
La polisonnografia di solito mostra una latenza del sonno accorciata e un'architettura del sonno normale. Al MSLT la latenza media del sonno è solitamente ridotta, spesso nell'intervallo degli 8-10 minuti, ma i SOREMPs sono generalmente assenti. Il trattamento spesso è poco soddisfacente e consiste di farmaci stimolanti (gli stessi usati nella narcolessia) e cambiamenti nello stile di vita. Di recente è stato scoperto un possibile marcatore biologico; infatti una buona parte degli ipersonni idiopatici con durata del sonno prolungata presentano nel proprio liquor una sostanza endogena simil-benzodiazepinica, che agisce come agonista del recettore GABAA; per questo gruppo di pazienti si è dimostrato efficace un antagonista del recettore GABAA, il flumazenil, e, a sorpresa, anche la claritromicina, anche se non si sa bene in quale modo essa agisca. Comunque non tutti gli ipersonni idiopatici presentano questa anomalia nel liquido cerebrospinale; di conseguenza la rilevazione di tale sostanza permette di delineare una nuova entità diagnostica, l'ipersonnia GABA-correlata; lasciando la diagnosi di ipersonnia idiopatica solo per coloro che non presentano tale alterazione.

#### Ipersonnie ricorrenti
La sindrome di Kleine-Levin è una forma periodica di ipersonnia e si presenta principalmente negli adolescenti; sembra avere una preponderanza maschile, ma non è stato confermato. È caratterizzata da periodi di ESD, di solito accompagnati da iperfagia, aggressività e ipersessualità; questi periodi possono durare giorni o settimane e sono separati da periodi di remissione dei sintomi che durano settimane o mesi. Durante i periodi sintomatici i pazienti dormono fino a 18 ore al giorno e sono di solito assonnati, confusi e irritati per il resto del tempo. L'eziologia di questa sindrome debilitante non è nota. Il trattamento con farmaci stimolanti di solito è solo parzialmente efficace. Litio, acido valproico e carbamazepina hanno un effetto variabile, ma generalmente poco soddisfacente. Fortunatamente, in molti casi, gli episodi diventano meno frequenti nel corso del tempo e infine scompaiono. Bisogna fare attenzione a non confondere questa sindrome con l'ipersonnia catameniale, nella quale i sintomi si presentano alcuni giorni prima della mestruazione; in questo disturbo sono efficaci i farmaci che bloccano la mestruazione: estrogeni e progesterone (le pillole anticoncezionali).

### Disturbi circadiani
I periodi di vigilanza e sonnolenza nell'arco delle 24 ore sono determinati principalmente dal ritmo circadiano, un meccanismo biologico regolato dal nucleo soprachiasmatico dell'ipotalamo. Il ritmo interno viene regolato da fattori esterni; in primis dalla luce ambientale, ma anche dall'attività fisica. Se il ritmo circadiano interno si desincronizza rispetto al ritmo esterno, l'individuo avvertirà il bisogno di consumare il periodo principale di sonno (che in una persona sana coincide col sonno notturno) in orari inappropriati, e rimarrà sveglio e vigile durante la notte. L'ESD in questo caso sopravviene per una duplice motivazione: 1) perché il ritmo circadiano del paziente lo invita ad addormentarsi in orari inappropriati e 2) perché il paziente, tentando di mantenere uno schema sonno-veglia normale, va incontro a privazione di sonno.
Per esempio, se il ritmo circadiano del paziente è posticipato, egli proverà il bisogno di coricarsi all'alba e svegliarsi nelle prime ore del pomeriggio; nonostante la forte sonnolenza, potrebbe imporsi di restare sveglio durante la mattina per far fronte a degli impegni lavorativi, ma la sera non riuscirà comunque a prendere sonno poiché il suo orologio biologico predispone che quello sia il momento in cui c'è bisogno della massima allerta, dunque non riuscirà a dormire adeguatamente finché non sarà libero di dormire negli orari che il suo ritmo biologico trova erroneamente più appropriati. Problemi transitori di questo tipo, come il jet-lag, non pongono nessuna difficoltà diagnostica, ma delle condizioni croniche potrebbero passare inosservate se non vengono accuratamente studiati gli abituali schemi di veglia del paziente.
La fase del sonno ritardata è una tendenza del ritmo circadiano che spinge a cominciare e a finire più tardi il periodo maggiore di sonno, cioè ad addormentarsi tardi la notte e a svegliarsi tardi al mattino; è comune nella pubertà e potrebbe essere associata con alcuni cambiamenti ormonali che avvengono in quel periodo. La sindrome da sonno posticipato (DSPS, acronimo inglese di delayed sleep phase syndrome è meno comune. Nella DSPS lo spostamento dell'episodio maggiore di sonno causa dei problemi nello svolgimento delle normali attività e spesso è motivo di conflitto all'interno della famiglia.
Ne soffre tipicamente il rendimento scolastico, particolarmente durante le lezioni mattutine, quando l'individuo è in uno stato di vigilanza non ottimale. Spesso può prendere parte al problema una componente psicologica o psichiatrica (come un disturbo di personalità); se questo aspetto non viene considerato i programmi di trattamento potrebbero fallire. Un altro disturbo cronico del ritmo circadiano è la sindrome da sonno anticipato (ASPS, acronimo inglese di advanced sleep phase syndrome); è caratterizzata da un avanzamento dell'episodio maggiore di sonno, ovvero il paziente si corica presto alla sera e si sveglia molto presto al mattino; questa condizione di solito si presenta nelle persone anziane. Il sonno dei pazienti con DSPS e ASPS è normale in qualità e architettura, ma essi sono soliti dormire in orari socialmente non convenzionali e ciò può essere problematico. La DSPS può essere scambiata per insonnia, visto che il paziente si presenta dal medico lamentando principalmente difficoltà ad addormentarsi.
Analogamente il paziente con ASPS potrebbe essere erroneamente diagnosticato con depressione visto che lamenta il fatto di svegliarsi troppo presto. Un'attenta indagine delle abitudini del paziente, magari supportata da un diario del sonno o da un'actigrafia, generalmente elimina ogni incertezza diagnostica. Questi disturbi del ritmo circadiano possono essere trattati con la fototerapia, cioè l'esposizione a luce brillante (5000-10000 lux) ad ampio spettro (non ultravioletta). È fondamentale che la fototerapia venga effettuata nel giusto momento, per riuscire a spostare la fase del sonno nella direzione desiderata. Il punto di riferimento è il nadir circadiano della temperatura corporea, ovvero il momento della giornata in cui la temperatura corporea è più bassa (tipicamente si presenta 2-3 ore prima del risveglio). L'esposizione alla luce prima del nadir tende a posticipare la fase, mentre l'esposizione alla luce dopo il nadir tende ad anticipare la fase.
L'ESD è un tipico problema dei lavoratori turnisti, i quali, oltre ad avere dei ritmi circadiani stravolti, tendono anche a dormire meno tempo nell'arco delle 24 ore; il disturbo del sonno da lavoro a turni affligge severamente la vita di questa categoria ed è un grave problema sociale. Molto meno comuni sono i pazienti con la sindrome da ciclo sonno-veglia alterato; molti di questi individui sono ciechi e il loro nucleo soprachiasmatico non riceve segnali dal nervo ottico, perciò non hanno la capacità di sincronizzare il proprio ritmo circadiano con la luce ambientale. I loro ritmi circadiani si comportano liberamente e giorno dopo giorno tendono a posticipare sempre di più l'ora di addormentamento; col passare del tempo l'episodio maggiore di sonno si sposterà percorrendo tutte le ore del giorno. Così i sintomi del paziente varieranno in base a quanto il suo ritmo circadiano interno sia sfalsato rispetto al tempo esterno in quel particolare periodo. Questo disturbo può raramente presentarsi in pazienti con anomalie strutturali nell'ipotalamo. Un altro disturbo circadiano poco comune è il disturbo da ciclo sonno veglia irregolare; gli individui che ne sono affetti non mostrano un vero e proprio episodio maggiore di sonno, essi presentano piuttosto periodi di sonno e di veglia irregolari nell'arco delle 24 ore, comportandosi come se non avessero un ritmo circadiano. Questa condizione potrebbe essere indotta da fattori sociali o ambientali o anche da una patologia intrinseca del cervello; nei casi in cui il disturbo abbia un esordio acuto, andrebbe seriamente considerata la possibilità di una lesione strutturale.

### Disturbi del sistema nervoso
L'ESD potrebbe essere associata con disturbi del sistema nervoso centrale o periferico. L'ESD è una caratteristica clinica di molti processi encefalopatici tossici o metabolici; questi disturbi spesso si presentano con altri sintomi e segni, ma l'ESD potrebbe dominare il quadro, particolarmente nei casi cronici. Possono causare ESD anche delle lesioni strutturali al cervello, come ictus, tumori, cisti, ascessi, ematomi, malformazioni artero-venose e placche della sclerosi multipla. La sonnolenza può essere causata dal coinvolgimento diretto di precise aree del cervello (specialmente il sistema reticolare attivatore ascendente del tronco encefalico o le strutture mediane del diencefalo) o a causa di fattori che influenzano la continuità del sonno (come le crisi epilettiche notturne o i disturbi respiratori nel sonno).
L'ESD è stata anche riportata come conseguenza di un'encefalite o di un trauma cranico. Inoltre sono stati descritti casi in cui la narcolessia con cataplessia si sia sviluppata in seguito a un trauma. I pazienti epilettici potrebbero soffrire di ESD a causa dell'effetto dei farmaci o, meno banalmente, per colpa di attività epilettiche notturne. Sonno disturbato ed ESD sono comuni nelle malattie neurodegenerative, come la malattia di Parkinson, la malattia di Alzheimer e altre forme di demenza, o anche nell'atrofia multi-sistemica. Anche i pazienti con un disturbo neuromuscolare o una neuropatia periferica potrebbero sviluppare ESD a causa della possibile comparsa di disturbi respiratori nel sonno (apnea ostruttiva o centrale), dolore o movimento periodico degli arti.

### Disturbi psichiatrici
I disturbi psichiatrici sono spesso associati con un sonno disturbato, particolarmente nella depressione. Anche se la maggioranza dei pazienti depressi soffre di insonnia, qualcuno presenta ESD. Questo sottogruppo di pazienti ha spesso una diagnosi di depressione atipica o depressione con caratteristiche atipiche (che includono, oltre all'ipersonnia, umore reattivo, iperfagia, pesantezza degli arti e sensibilità al rifiuto). Questi pazienti si pensa che rispondano meglio agli inibitori della monoamino ossidasi e, forse, agli inibitori della ricaptazione di noradrenalina piuttosto che agli altri tipi di antidepressivi.
Ci sono anche pazienti che si può dire abbiano un'ipersonnia psicogena. Generalmente sono giovani adulti che lamentano ESD e al MSLT una latenza media del sonno tra 7 e i 10 minuti. La polisonnografia dimostra che passano molto tempo a letto e hanno una bassa efficienza del sonno (rapporto tra tempo totale di sonno e tempo totale passato a letto). Spesso sviluppano i sintomi dopo un periodo di stress prolungato o in seguito a un periodo di sonno disturbato. Possibili trattamenti consistono nella gestione dello stress, nell'igiene del sonno (devono ridurre il tempo passato a letto) e nella riduzione del tempo passato a dormire. Anche la fototerapia al mattino si è dimostrata efficace.

### Farmaci
Ovviamente numerosi farmaci possono produrre ESD, tra questi ricordiamo sedativi, ipnotici, ansiolitici, antistaminici, antidepressivi, antipertensivi, anticonvulsivanti e neurolettici. Ma gli effetti variano molto a seconda della sensibilità individuale. È anche importante ricordare che le interazione tra farmaci e i disturbi metabolici (come un problema al fegato) possono amplificare gli effetti dei farmaci e scatenare ESD anche con delle dosi che sarebbero normalmente insignificanti. La sospensione di farmaci stimolanti solitamente produce un'ipersonnia di rebound. È stato riportato che gli agonisti dopaminergici possono produrre ESD nei pazienti affetti da malattia di Parkinson.

### Altre cause
- Anemia, insufficienza renale, ipotiroidismo
- Abuso di sostanze stupefacenti
- Carenze vitaminiche, come il deficit di biotina

## Società e cultura
L'ESD è un pesante fardello per l'individuo e per la società.
A livello individuale non solo riduce il profitto scolastico o lavorativo, ma può anche condurre a problemi di concentrazione, di memoria e d'umore.
A livello sociale gli impatti negativi dell'ESD sono altrettanto emblematici. In uno studio, condotto in Finlandia, è stato rilevato che il 40% degli autotrasportatori che opera su lunghe distanze ha avuto difficoltà nel rimanere sveglio almeno nel 20% dei viaggi, e il 20% ha ammesso di essersi appisolato almeno due volte mentre stava guidando. Ogni anno negli Stati Uniti più di 50'000 incidenti stradali sono stati attribuiti alla sonnolenza. In un altro studio è stato appurato, mediante il test di vigilanza psicomotoria (PVT), che l'allungamento dei tempi di reazione indotto da una sindrome delle apnee nel sonno lieve-moderata è paragonabile a quello indotto da un tasso alcolemico pari a 0,8 g/L, (raggiungibile con l'ingestione a stomaco pieno di 4 bicchieri di vino in una donna di 60 kg, e con 5 bicchieri di vino in un uomo di 70 kg).